# Hamburger Sport-Verein 1998-1999
Questa voce raccoglie le informazioni riguardanti il Hamburger Sport-Verein nelle competizioni ufficiali della stagione 1998-1999.

## Stagione
Nella stagione 1998-1999 l'Amburgo, allenato da Frank Pagelsdorf, concluse il campionato di Bundesliga al 7º posto. In Coppa di Germania l'Amburgo fu eliminato agli ottavi di finale dal RW Oberhausen.

## Rosa
| N. |                                | Ruolo | Calciatore         |
| -- | ------------------------------ | ----- | ------------------ |
| 1  | Germania (bandiera)            | P     | Hans-Jörg Butt     |
| 2  | Danimarca (bandiera)           | C     | Thomas Gravesen    |
| 3  | Croazia (bandiera)             | D     | Andrej Panadić     |
| 4  | Germania (bandiera)            | D     | Ingo Hertzsch      |
| 5  | Paesi Bassi (bandiera)         | D     | Nico-Jan Hoogma    |
| 6  | Grecia (bandiera)              | C     | Dīmītrīs Grammozīs |
| 7  | Germania (bandiera)            | C     | Martin Groth       |
| 8  | Polonia (bandiera)             | A     | Jacek Dembiński    |
| 9  | Serbia e Montenegro (bandiera) | A     | Vanja Grubač       |
| 10 | Germania (bandiera)            | C     | Thomas Doll        |
| 11 | Russia (bandiera)              | A     | Sergej Kir'jakov   |
| 12 | Germania (bandiera)            | P     | Alexander Bade     |
| 13 | Germania (bandiera)            | C     | Andreas Fischer    |
| 14 | Germania (bandiera)            | C     | Fabian Ernst       |

| N. |                               | Ruolo | Calciatore         |
| -- | ----------------------------- | ----- | ------------------ |
| 15 | Germania (bandiera)           | D     | Stefan Böger       |
| 16 | Danimarca (bandiera)          | D     | Allan Jepsen       |
| 17 | Ghana (bandiera)              | A     | Anthony Yeboah     |
| 18 | Germania (bandiera)           | C     | Oliver Straube     |
| 20 | Germania (bandiera)           | C     | Bernd Hollerbach   |
| 21 | Germania (bandiera)           | C     | Harald Spörl       |
| 23 | Germania (bandiera)           | D     | Thomas Vogel       |
| 24 | Turchia (bandiera)            | A     | Mahmut Yilmaz      |
| 25 | Svezia (bandiera)             | A     | Martin Dahlin      |
| 28 | Macedonia del Nord (bandiera) | P     | Saša Ilić          |
| 29 | Germania (bandiera)           | A     | Karsten Bäron      |
| 30 | Moldavia (bandiera)           | C     | Alexandru Curtianu |
| 32 | Polonia (bandiera)            | A     | Marek Trejgis      |
| 33 | Germania (bandiera)           | C     | Christof Babatz    |

## Organigramma societario
Area tecnica
- Allenatore: Frank Pagelsdorf
- Allenatore in seconda: Armin Reutershahn
- Preparatore dei portieri:
- Preparatori atletici:

## Calciomercato

### Sessione estiva
| Acquisti | Acquisti           | Acquisti      | Acquisti |
| R.       | Nome               | da            | Modalità |
| -------- | ------------------ | ------------- | -------- |
| D        | Nico-Jan Hoogma    | Twente        |          |
| P        | Alexander Bade     | Uerdingen 05  |          |
| C        | Thomas Doll        | Bari          |          |
| C        | Fabian Ernst       | Hannover 96   |          |
| C        | Dīmītrīs Grammozīs | Uerdingen 05  |          |
| C        | Martin Groth       | Hansa Rostock |          |
| A        | Vanja Grubač       | OFK Belgrado  |          |
| A        | Sergej Kir'jakov   | Karlsruhe     |          |
| C        | Oliver Straube     | Uerdingen 05  |          |

| Cessioni | Cessioni           | Cessioni      | Cessioni |
| R.       | Nome               | a             | Modalità |
| -------- | ------------------ | ------------- | -------- |
| D        | Paweł Wojtala      | Werder Brema  |          |
| P        | Richard Golz       | Friburgo      |          |
| C        | Sven Kmetsch       | Schalke 04    |          |
| D        | Michael Molata     | Karlsruhe     |          |
| A        | Robertas Poškus    | Atlantas      |          |
| C        | Hasan Salihamidžić | Bayern Monaco |          |
| D        | Stefan Schnoor     | Derby County  |          |
| D        | Josip Šimunić      | Amburgo II    |          |
| C        | Andreas Zeyer      | Karlsruhe     |          |

### Sessione invernale
| Acquisti | Acquisti           | Acquisti              | Acquisti |
| R.       | Nome               | da                    | Modalità |
| -------- | ------------------ | --------------------- | -------- |
| C        | Alexandru Curtianu | Zenit San Pietroburgo |          |

| Cessioni | Cessioni        | Cessioni     | Cessioni |
| R.       | Nome            | a            | Modalità |
| -------- | --------------- | ------------ | -------- |
| A        | Dirk Weetendorf | Werder Brema |          |

## Risultati

### Bundesliga

#### Girone di andata
| Arbitro: | Krug |

|             |           |            |
| Polunin 57’ | Marcatori | 88’ Yeboah |

| Arbitro: | Fleischer |

|               |           |  |
| Dembiński 33’ | Marcatori |  |

| Arbitro: | Steinborn |

|            |           |                |
| Meijer 85’ | Marcatori | 60’, 87’ Groth |

| Arbitro: | Wagner |

|                 |           |              |
| Butt 39’ (rig.) | Marcatori | 90’ Baumgart |

| Arbitro: | Fröhlich |

|                                                  |           |                                      |
| Daei 9’, 39’ Effenberg 58’, 71’ (rig.) Élber 89’ | Marcatori | 23’ Yeboah 69’ (rig.) Butt 74’ Groth |

| Arbitro: | Weber |

|             |           |  |
| Panadić 83’ | Marcatori |  |

| Friburgo in Brisgovia 3 ottobre 1998, ore 15:30 CEST 7ª giornata | Friburgo | 0 – 0 referto | Amburgo | Dreisamstadion (22 500 spett.)\| Arbitro: \| Keßler \| |
| Arbitro:                                                         | Keßler   |               |         |                                                        |

| Arbitro: | Berg |

|                                             |           |             |
| Gravesen 17’ Kir'jakov 37’, 70’, 79’ (rig.) | Marcatori | 90’ Beierle |

| Arbitro: | Albrecht |

|            |           |              |
| Yeboah 58’ | Marcatori | 86’ Maksimov |

| Arbitro: | Koop |

|                           |           |                    |
| Hollerbach 39’ Yeboah 67’ | Marcatori | 77’ Mulder 81’ Max |

| Arbitro: | Kemmling |

|            |           |  |
| Rösler 83’ | Marcatori |  |

| Arbitro: | Zerr |

|  |           |              |
|  | Marcatori | 33’ Sobotzik |

| Monaco di Baviera 21 novembre 1998, ore 15:30 CET 14ª giornata | Monaco 1860 | 0 – 0 referto | Amburgo | Stadio Olimpico (27 500 spett.)\| Arbitro: \| Merk \| |
| Arbitro:                                                       | Merk        |               |         |                                                       |

| Arbitro: | Stark |

|                      |           |            |
| Salou 27’ Kohler 88’ | Marcatori | 58’ Jepsen |

| Arbitro: | Fleischer |

|                     |           |  |
| Yeboah 6’, 29’, 86’ | Marcatori |  |

| Arbitro: | Steinborn |

|                         |           |                    |
| Akpoborie 43’, 46’, 51’ | Marcatori | 37’ (aut.) Verlaat |

| Arbitro: | Weber |

|  |           |                                             |
|  | Marcatori | 22’ Reiss 50’ Wosz 79’ Tretschok 84’ Preetz |

#### Girone di ritorno
| Arbitro: | Meyer |

|                                       |           |  |
| Gravesen 54’ (rig.) Grubač 90’ (rig.) | Marcatori |  |

| Amburgo 27 febbraio 1999, ore 15:30 CET 20ª giornata | Amburgo  | 0 – 0 referto | Bayer Leverkusen | Volksparkstadion (22 000 spett.)\| Arbitro: \| Albrecht \| |
| Arbitro:                                             | Albrecht |               |                  |                                                            |

| Arbitro: | Jansen |

|                                        |           |                    |
| Thomsen 17’ Reyna 53’, 75’ Akonnor 89’ | Marcatori | 9’ (aut.) Ballwanz |

| Arbitro: | Krug |

|  |           |                                  |
|  | Marcatori | 12’ (aut.) Butt 41’ Salihamidžić |

| Arbitro: | Dardenne |

|                                   |           |  |
| Fischer 21’ (aut.) Mahdavikia 81’ | Marcatori |  |

| Arbitro: | Fandel |

|  |           |             |
|  | Marcatori | 5’ Gravesen |

| Arbitro: | Sippel |

|                 |           |               |
| Yeboah 39’, 48’ | Marcatori | 10’ Weißhaupt |

| Arbitro: | Strampe |

|                     |           |                              |
| Osthoff 6’ Hajto 7’ | Marcatori | 58’ Groth 63’, 75’ Dembiński |

| Brema 13 aprile 1999, ore 20:00 CEST 26ª giornata | Werder Brema | 0 – 0 referto | Amburgo | Weserstadion (34 486 spett.)\| Arbitro: \| Keßler \| |
| Arbitro:                                          | Keßler       |               |         |                                                      |

| Amburgo 18 aprile 1999, ore 18:00 CEST 27ª giornata | Amburgo | 0 – 0 referto | Borussia Dortmund | Volksparkstadion (25 437 spett.)\| Arbitro: \| Wack \| |
| Arbitro:                                            | Wack    |               |                   |                                                        |

| Arbitro: | Stark |

|         |           |                                                  |
| Thon 6’ | Marcatori | 22’ Panadić 36’ Groth 61’ (rig.) Butt 72’ Yeboah |

| Arbitro: | Heynemann |

|                          |           |  |
| Yeboah 37’ Kir'jakov 49’ | Marcatori |  |

| Arbitro: | Albrecht |

|                    |           |                       |
| Schur 24’ Yang 42’ | Marcatori | 73’ Yeboah 90’ Hoogma |

| Arbitro: | Merk |

|                                |           |  |
| Groth 69’, 89’ Butt 73’ (rig.) | Marcatori |  |

| Arbitro: | Krug |

|                          |           |                            |
| Sopić 62’ Hausweiler 78’ | Marcatori | 58’ Yeboah 89’ (rig.) Butt |

| Arbitro: | Keßler |

|                                           |           |           |
| Kir'jakov 15’ Butt 39’ (rig.), 45’ (rig.) | Marcatori | 10’ Bobic |

| Arbitro: | Weber |

|                                                              |           |            |
| Preetz 6’, 51’ (rig.), 86’ Aračić 55’ Neuendorf 69’ Thom 75’ | Marcatori | 52’ Yeboah |

### Coppa di Germania
| Arbitro: | Wack |

|  |           |                                       |
|  | Marcatori | 54’ Yeboah 83’ Groth 88’ (rig.) Spörl |

| Arbitro: | Dardenne |

|                                                             |           |  |
| Kir'jakov 23’ Yeboah 52’ Hollerbach 73’ Strehmel 88’ (aut.) | Marcatori |  |

| Arbitro: | Gettke |

|                                            |                      |                                          |
| Weber 9’, 52’ Pröpper 43’                  | Marcatori            | 7’, 66’ Dembiński 79’ Groth              |
| Konjevic Judt Toborg Quallo Luginger Ciucă | Tiri di rigore 4 – 3 | Groth Grubač Yeboah Dembiński Butt Ernst |

## Statistiche

### Statistiche di squadra
| Competizione      | Punti | In casa | In casa | In casa | In casa | In casa | In casa | In trasferta | In trasferta | In trasferta | In trasferta | In trasferta | In trasferta | Totale | Totale | Totale | Totale | Totale | Totale | DR |
| Competizione      | Punti | G       | V       | N       | P       | Gf      | Gs      | G            | V            | N            | P            | Gf           | Gs           | G      | V      | N      | P      | Gf     | Gs     | DR |
| ----------------- | ----- | ------- | ------- | ------- | ------- | ------- | ------- | ------------ | ------------ | ------------ | ------------ | ------------ | ------------ | ------ | ------ | ------ | ------ | ------ | ------ | -- |
| Bundesliga        | 50    | 17      | 9       | 5       | 3       | 25      | 14      | 17           | 4            | 6            | 7            | 22           | 32           | 34     | 13     | 11     | 10     | 47     | 46     | +1 |
| Coppa di Germania | -     | 1       | 1       | 0       | 0       | 4       | 0       | 2            | 1            | 1            | 0            | 6            | 3            | 3      | 2      | 1      | 0      | 10     | 3      | +7 |
| Totale            | 50    | 18      | 10      | 5       | 3       | 29      | 14      | 19           | 5            | 7            | 7            | 28           | 35           | 37     | 15     | 12     | 10     | 57     | 49     | +8 |

### Andamento in campionato
| Giornata  | 1 | 2 | 3 | 4 | 5 | 6 | 7 | 8 | 9 | 10 | 11 | 12 | 13 | 14 | 15 | 16 | 17 | 18 | 19 | 20 | 21 | 22 | 23 | 24 | 25 | 26 | 27 | 28 | 29 | 30 | 31 | 32 | 33 | 34 |
| --------- | - | - | - | - | - | - | - | - | - | -- | -- | -- | -- | -- | -- | -- | -- | -- | -- | -- | -- | -- | -- | -- | -- | -- | -- | -- | -- | -- | -- | -- | -- | -- |
| Luogo     | T | C | T | C | T | C | T | C | C | C  | T  | C  | T  | T  | C  | T  | C  | C  | C  | T  | C  | T  | T  | C  | T  | T  | C  | T  | C  | T  | C  | T  | C  | T  |
| Risultato | N | V | V | N | P | V | N | V | N | N  | P  | P  | N  | P  | V  | P  | P  | V  | N  | P  | P  | P  | V  | V  | V  | N  | N  | V  | V  | N  | V  | N  | V  | P  |
| Posizione | 9 | 6 | 2 | 3 | 7 | 4 | 5 | 4 | 4 | 5  | 5  | 7  | 7  | 8  | 8  | 8  | 9  | 8  | 10 | 10 | 10 | 12 | 10 | 9  | 8  | 8  | 9  | 8  | 7  | 8  | 7  | 7  | 7  | 7  |

Legenda:

Luogo: C = Casa; T = Trasferta. Risultato: V = Vittoria; N = Pareggio; P = Sconfitta.

### Statistiche dei giocatori
| Giocatore     | Bundesliga | Bundesliga | Bundesliga  | Bundesliga | Coppa di Germania | Coppa di Germania | Coppa di Germania | Coppa di Germania | Totale   | Totale | Totale      | Totale     |
| Giocatore     | Presenze   | Reti       | Ammonizioni | Espulsioni | Presenze          | Reti              | Ammonizioni       | Espulsioni        | Presenze | Reti   | Ammonizioni | Espulsioni |
| ------------- | ---------- | ---------- | ----------- | ---------- | ----------------- | ----------------- | ----------------- | ----------------- | -------- | ------ | ----------- | ---------- |
| C. Babatz     | 14         | 0          | 4           | 0          | 1                 | 0                 | 1                 | 0                 | 15       | 0      | 5           | 0          |
| A. Bade       | 0          | 0          | 0           | 0          | 0                 | 0                 | 0                 | 0                 | 0        | 0      | 0           | 0          |
| H. Butt       | 34         | 7          | 0           | 0          | 3                 | 0                 | 0                 | 0                 | 37       | 7      | 0           | 0          |
| K. Bäron      | 0          | 0          | 0           | 0          | 0                 | 0                 | 0                 | 0                 | 0        | 0      | 0           | 0          |
| S. Böger      | 8          | 0          | 1           | 0          | 2                 | 0                 | 1                 | 0                 | 10       | 0      | 2           | 0          |
| A. Curtianu   | 8          | 0          | 1           | 0          | 0                 | 0                 | 0                 | 0                 | 8        | 0      | 1           | 0          |
| M. Dahlin     | 8          | 0          | 1           | 0          | 0                 | 0                 | 0                 | 0                 | 8        | 0      | 1           | 0          |
| J. Dembiński  | 31         | 3          | 0           | 0          | 3                 | 2                 | 0                 | 0                 | 34       | 5      | 0           | 0          |
| T. Doll       | 13         | 0          | 2           | 0          | 0                 | 0                 | 0                 | 0                 | 13       | 0      | 2           | 0          |
| F. Ernst      | 29         | 0          | 9           | 1          | 3                 | 0                 | 3                 | 0                 | 32       | 0      | 12          | 1          |
| A. Fischer    | 19         | 0          | 2           | 0          | 1                 | 0                 | 0                 | 0                 | 20       | 0      | 2           | 0          |
| D. Grammozīs  | 15         | 0          | 3           | 0          | 2                 | 0                 | 0                 | 0                 | 17       | 0      | 3           | 0          |
| T. Gravesen   | 22         | 3          | 4           | 1          | 2                 | 0                 | 1                 | 0                 | 24       | 3      | 5           | 1          |
| M. Groth      | 33         | 7          | 3           | 0          | 3                 | 2                 | 0                 | 0                 | 36       | 9      | 3           | 0          |
| V. Grubač     | 7          | 1          | 0           | 0          | 1                 | 0                 | 0                 | 0                 | 8        | 1      | 0           | 0          |
| I. Hertzsch   | 30         | 0          | 5           | 0          | 3                 | 0                 | 0                 | 0                 | 33       | 0      | 5           | 0          |
| B. Hollerbach | 29         | 1          | 11          | 0          | 2                 | 1                 | 0                 | 0                 | 31       | 2      | 11          | 0          |
| N. Hoogma     | 30         | 1          | 3           | 1          | 2                 | 0                 | 1                 | 0                 | 32       | 1      | 4           | 1          |
| S. Ilić       | 0          | 0          | 0           | 0          | 0                 | 0                 | 0                 | 0                 | 0        | 0      | 0           | 0          |
| A. Jepsen     | 14         | 1          | 2           | 0          | 2                 | 0                 | 0                 | 0                 | 16       | 1      | 2           | 0          |
| S. Kir'jakov  | 29         | 5          | 4           | 0          | 3                 | 1                 | 0                 | 0                 | 32       | 6      | 4           | 0          |
| A. Panadić    | 26         | 2          | 1           | 1          | 2                 | 0                 | 1                 | 0                 | 28       | 2      | 2           | 1          |
| H. Spörl      | 11         | 0          | 3           | 0          | 1                 | 1                 | 0                 | 0                 | 12       | 1      | 3           | 0          |
| O. Straube    | 6          | 0          | 0           | 0          | 0                 | 0                 | 0                 | 0                 | 6        | 0      | 0           | 0          |
| M. Trejgis    | 1          | 0          | 0           | 0          | 1                 | 0                 | 0                 | 0                 | 2        | 0      | 0           | 0          |
| T. Vogel      | 13         | 0          | 2           | 1          | 0                 | 0                 | 0                 | 0                 | 13       | 0      | 2           | 1          |
| D. Weetendorf | 1          | 0          | 0           | 0          | 0                 | 0                 | 0                 | 0                 | 1        | 0      | 0           | 0          |
| P. Wojtala    | 1          | 0          | 0           | 0          | 1                 | 0                 | 0                 | 0                 | 2        | 0      | 0           | 0          |
| T. Yeboah     | 34         | 14         | 4           | 0          | 3                 | 2                 | 0                 | 0                 | 37       | 16     | 4           | 0          |
| M. Yilmaz     | 1          | 0          | 0           | 0          | 0                 | 0                 | 0                 | 0                 | 1        | 0      | 0           | 0          |